# 控制中心 (iOS)
控制中心是蘋果公司的IOS操作系統的一项功能，iOS设备用戶通過控制中心可以直接對设备進行设置。第一個擁有此功能的系統為IOS 7，該功能于2013年9月18日首次发布。2020年11月12日发布的MacOS Big Sur也引入了控制中心。